# R-7 (família de foguetes)

As principais variantes do R-7.

A família de foguetes R-7, em russo Р-7, é uma série de foguetes derivados daquele que foi o primeiro 
ICBM mundial, o R-7 Semyorka Soviético.
Os foguetes da família R-7, originalmente projetados por Sergei Korolev, foram, e continuam sendo, os mais utilizados de todas as famílias de foguetes existentes no Mundo.
O R-7, devido a suas características técnicas, acabou demonstrando não ser muito prático utilizado como míssil. Por outro lado, acabou se tornando a base do programa espacial da antiga União Soviética, e continua sendo um pilar importante do programa espacial Russo.
Todos os membros dessa família, usam a mesma configuração básica: um primeiro estágio, com quatro foguetes auxiliares que assim que o combustível se esgota, se separam do núcleo central que atua a partir de então como um "segundo estágio".  
Modificações posteriores foram padronizadas em torno do design da Soyuz. A Soyuz-2 está atualmente em uso.
A Soyuz-FG foi aposentada em 2019 em favor da Soyuz-2.1a. Foguetes R-7 são lançados do Cosmódromo de Baikonur, Cosmódromo de Plesetsk, Centro Espacial da Guiana (desde 2011, veja Soyuz no Centro Espacial da Guiana) e do Cosmódromo de Vostochny (primeiro lançamento em 2016).

## Modelos
- R-7 Semyorka - míssil
- Sputnik - lançador de satélites
- Vostok - lançador dos primeiros voos tripulados e também de satélites e sondas.
- Voskhod - lançador de voos tripulados e também de satélites e sondas.
- Soyuz - lançador de voos tripulados e também de satélites e sondas.

O foguete Molniya também foi um derivado da família R-7 de foguetes (especificamente do Vostok).